# Parc Forestier
Le parc Forestier (en néerlandais : Bospark) est un parc public de la commune de Anderlecht, établi sur le terrain de l'ancien cimetière qui se trouve entre la place du Repos, la rue du Souvenir, la rue des Parfums et la rue Démosthène.

## Le cimetière
Ne pouvant plus répondre à l'accroissement démographique, le cimetière communal ouvert en 1854 reçoit une dernière inhumation en 1953. Un nouveau cimetière, le cimetière communal du Vogelenzang, est ouvert en 1954. L'ancien est alors réaménagé en parc et ouvert en 1967.
La porte d'entrée du cimetière est l'œuvre de l'architecte Louis Ernest S'Jongers.
La façade monumentale a été dessinée par l'artiste sculpteur anderlechtois Ferdinand Craps et De Keyser[Qui ?].

## L'aménagement en parc

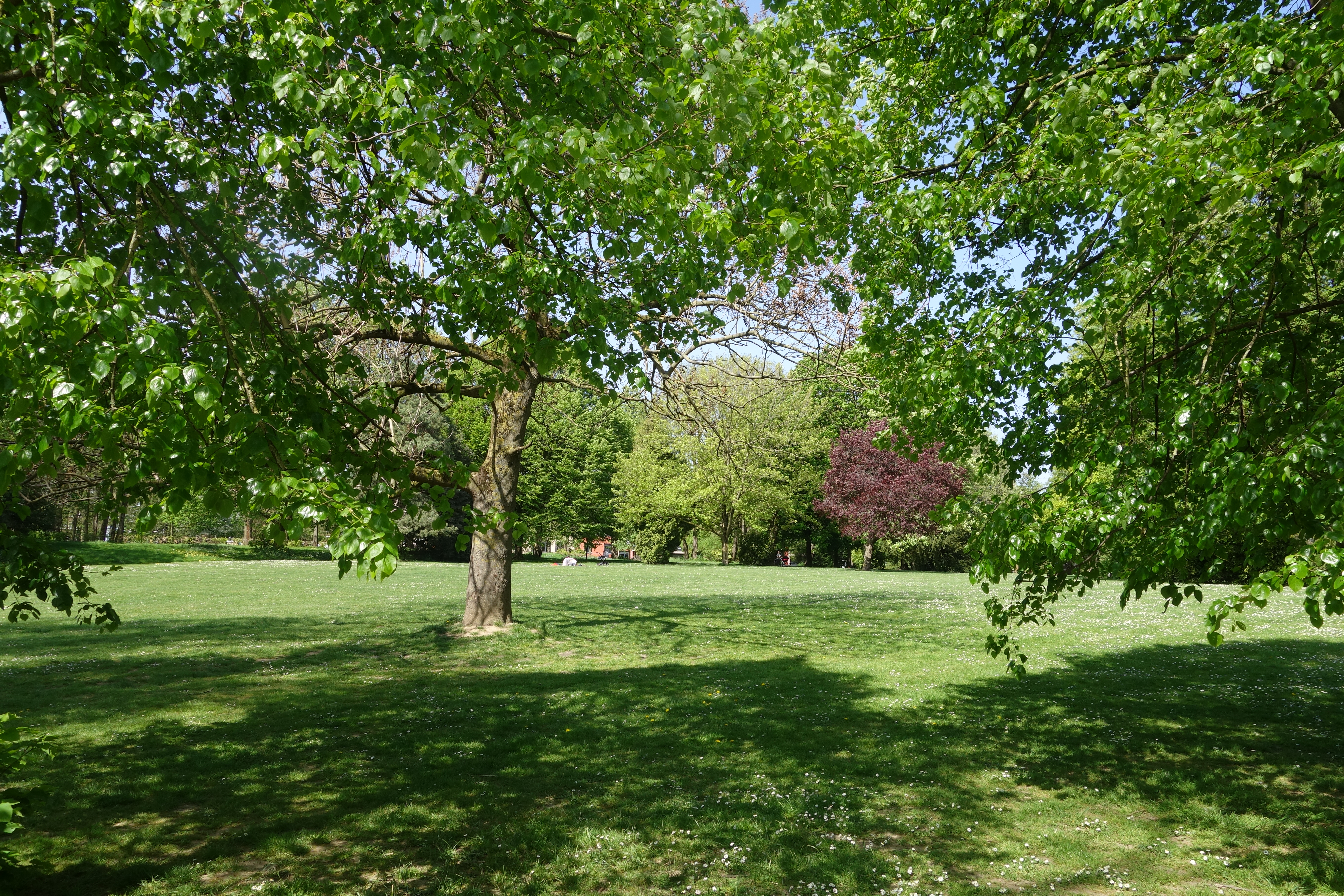
Le parc Forestier

Entre 1954 et 1967, le cimetière est progressivement aménagé en parc ; une partie des sépultures - les concessions à perpétuité - est déplacée vers le nouveau cimetière communal du Vogelenzang.
L'entrée principale a été maintenue place du Repos. Les imposant piliers de pierre bleue de l'entrée et cinq travées du mur d'enceinte d'origine ont été conservés et constituent les seuls vestiges architecturaux de l'ancien cimetière. Le paysage, quant à lui, a été conservé, pour l'essentiel : le vallonnement, les chemins et la totalité des arbres ont été maintenus en l'état. De nombreux houx témoignent de l'existence de l'ancien cimetière,.
Le parc est classé le 3 juillet 1997 pour plusieurs arbres remarquables,.
Des installations sportives sont installées en bordure du parc en 2004 et l'ensemble du parc est réaménagé en en 2008,,.
Le parc Forestier est décrit par la  Région de Bruxelles Capitale comme « un remarquable parc vallonné alternant pelouses et massifs boisés. L'aspect paysager est valorisé par le relief particulièrement marqué (...) et une bonne maîtrise des jeux de perspectives ».

## Arbres remarquables
Le parc contient plus de 280 arbres, dont de nombreux frênes, érables, tilleuls, robiniers - parfois chargés de gui, pins et du houx qui rappelle les origines du parc.
Certains de ces arbres sont repris dans l'inventaire des arbres remarquables de la Région bruxelloise :
- un bouleau de 2,12 m de circonférence
- un peuplier de Simon de 1,61 m
- deux robiniers de 3,43 et 3,16 m
- un sureau de 2,10 m
- un tilleul argenté de 3,34 m.

## Accessibilité
L'entrée principale du parc se situe place du Repos, mais on peut également accéder au parc par la rue Démosthène.
- Ligne 5 du métro de Bruxelles, station Aumale.
- Ligne 49 des autobus de Bruxelles, arrêt Broeren.
- Bus De Lijn 136, 137 et 620, arrêt Aumale.